# La Laigne
La Laigne – miejscowość i gmina we Francji, w regionie Nowa Akwitania, w departamencie Charente-Maritime.
Według danych na rok 1990 gminę zamieszkiwały 243 osoby, a gęstość zaludnienia wynosiła 57 osób/km² (wśród 1467 gmin regionu Poitou-Charentes La Laigne plasuje się na 761. miejscu pod względem liczby ludności, natomiast pod względem powierzchni na miejscu 1099.).